# Falconina
Genre
Synonymes
- Falconia Schenkel, 1953 nec Distant, 1884

Falconina est un genre d'araignées aranéomorphes de la famille des Corinnidae.

## Distribution
Les espèces de ce genre se rencontrent en Amérique du Sud, au Panamá et au Mexique. Falconina gracilis a été introduite aux États-Unis et à Cuba.

## Liste des espèces
Selon World Spider Catalog (version 25.5, 10/08/2024) :
- Falconina adriki García & Bonaldo, 2023
- Falconina albomaculosa (Schmidt, 1971)
- Falconina andresi García & Bonaldo, 2023
- Falconina brignolii García & Bonaldo, 2023
- Falconina cafetera Ibarra-Núñez & Marín, 2024
- Falconina catirina García & Bonaldo, 2023
- Falconina crassipalpis (Chickering, 1937)
- Falconina gracilis (Keyserling, 1891)
- Falconina iza García & Bonaldo, 2023
- Falconina melloi (Schenkel, 1953)
- Falconina taita García & Bonaldo, 2023

## Systématique et taxinomie
Falconia Schenkel, 1953, préoccupé par Falconia Distant, 1884, a été remplacé par Falconina par Brignoli en 1985.

## Publications originales
- Brignoli, 1985 : « On some generic homonymies in spiders (Araneae). » Bulletin of the British Arachnological Society, vol. 6, p. 380.
- Schenkel, 1953 : « Bericht über eingie Spinnentiere aus Venezuela. » Verhandlungen der naturforschenden Gesellschaft in Basel, vol. 64, p. 1-57.